# Luke Duke
Pour les articles homonymes, voir Luke et Duke.
Lucas « Luke » Duke est un personnage de fiction créé pour la série télévisée Shérif, fais-moi peur, dans laquelle il est interprété par Tom Wopat.

## Biographie fictive
Luke Duke vit avec son cousin Bo dans une zone non incorporée du Comté de Hazzard dans l’État de Géorgie. Il habite avec sa cousine Daisy, serveuse sexy au Repaire du Sanglier (Boar's Nest en V.O.), et avec son vieil oncle Jesse Duke, qui vit principalement de la fabrication et du trafic d'alcool maison. Il conduit avec Bo une Dodge Charger de 1969, surnommée « General Lee ».
Un jour, Bo et Luke se font attraper en transportant de l'alcool. Désormais en liberté conditionnelle, ils sont surveillés par le shérif du comté Rosco P. Coltrane, aussi corrompu que son beau-frère : le maire Jefferson Davis « Boss » Hogg.
Il quitte ensuite Hazzard avec Bo pour devenir pilote de NASCAR, mais revient ensuite à Hazzard.
Luke met ensuite son entrainement de Marine au profit du Service des forêts des États-Unis comme pompier dans le Montana. Il y rencontre Anita Blackwell, une chanteuse de musique country, avec qui il entretient une relation. Mais il la laisse partir poursuivre sa carrière. Ils se retrouveront des années plus tard.

### Personnalité
Il est plus âgé et plus calme que Bo, qui agit très souvent de manière impulsive. Luke est le plus intelligent des deux et est souvent celui qui permet à la famille de sortir des problèmes.
Contrairement à Bo qui conduit très souvent la voiture, Luke préfère faire « riding shotgun » et rester passager.

## Œuvres où le personnage apparaît

### Télévision
- 1979-1985 : Shérif, fais-moi peur (The Dukes of Hazzard) (série télévisée) - interprété par Tom Wopat
- 1983 : The Dukes (série télévisée d'animation) - doublé par Tom Wopat
- 1997 : Shérif Réunion (The Dukes of Hazzard: Reunion!) (téléfilm) de Lewis Teague - interprété par Tom Wopat
- 2000 : Les Duke à Hollywood (The Dukes of Hazzard: Hazzard in Hollywood) (téléfilm) de Bradford May - interprété par Tom Wopat
- 2007 : Shérif, fais-moi peur : Naissance d'une légende (The Dukes of Hazzard: The Beginning) (téléfilm) de Robert Berlinger - interprété par Randy Wayne

### Cinéma
- 2005 : Shérif, fais-moi peur (The Dukes of Hazzard) de Jay Chandrasekhar - interprété par Johnny Knoxville